# Unfalldatenspeicher
Dieser Artikel wurde auf der  Qualitätssicherungsseite des Portals Auto und Motorrad eingetragen. 
Bitte hilf mit, ihn zu verbessern, und beteilige dich an der Diskussion. (+)

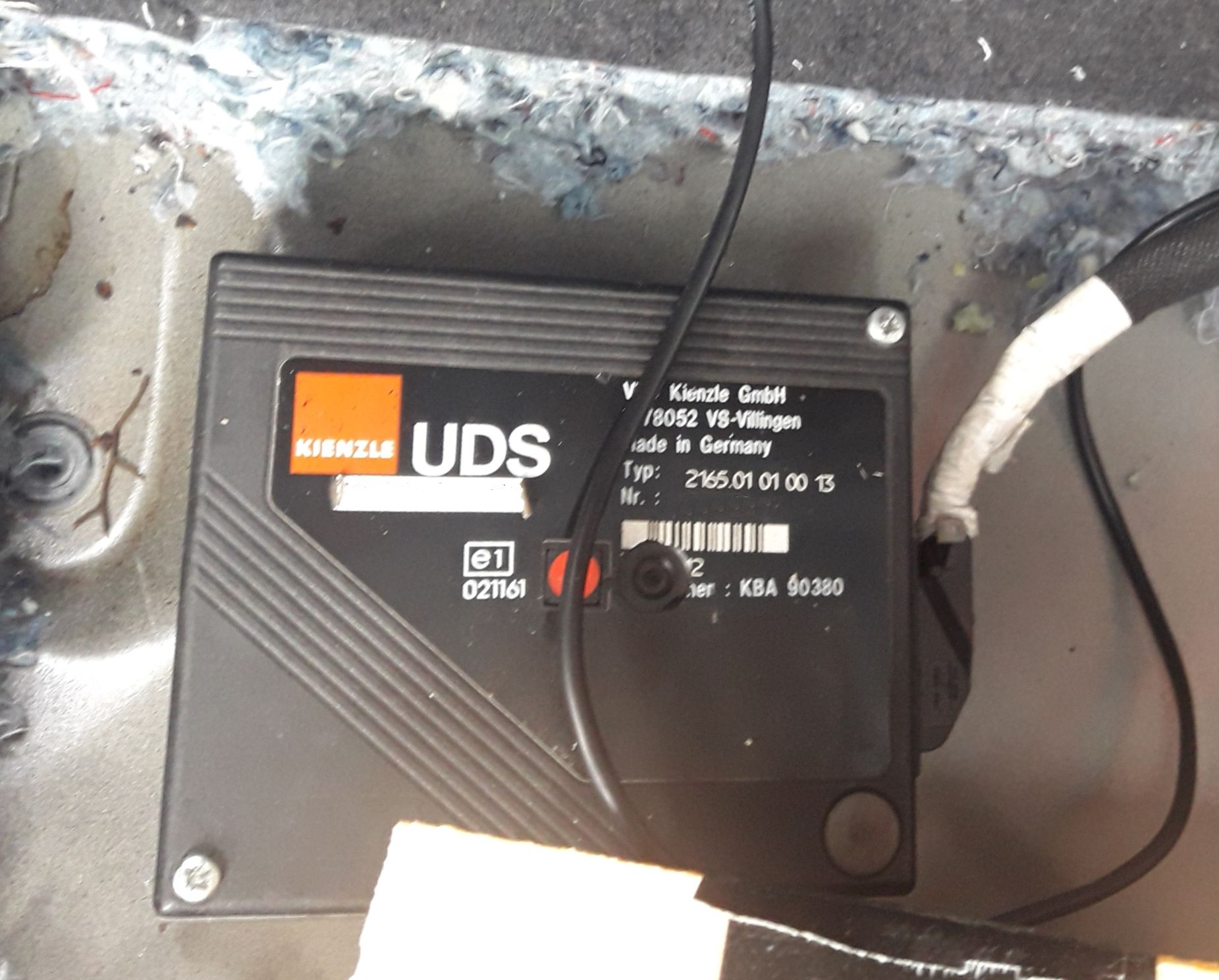
Unfalldatenspeicher 2165 (VDO Kienzle Version 1.3) – Einbausituation bei Crashtest

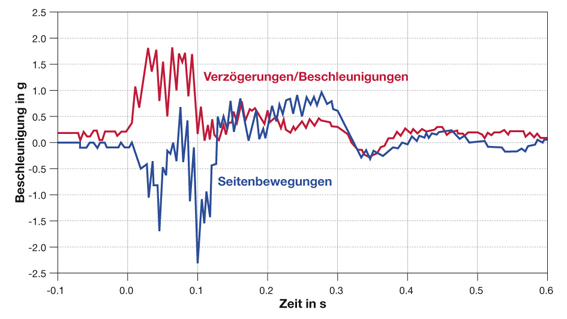
Beispiel für eine Datenkurve eines Crash Recorders, die bei einem Verkehrsunfall aufgezeichnet wird.

Der Unfalldatenspeicher (Abk.: UDS, auch Unfall(daten)schreiber, früher Kurzwegschreiber oder Kurzzeitschreiber) ist ein eigenständiges elektronisches Gerät, das vor, während und nach einem Verkehrsunfall relevante Daten aufzeichnet und somit einem Flugschreiber ähnelt.
Er kann in Kraftfahrzeuge (PKW, LKW, Busse, Krafträder, Straßenbahnen und Sonderkraftfahrzeuge) auf freiwilliger Basis eingebaut werden, um über die Vorgänge bei einem Unfall genauere Erkenntnisse zu erhalten. In einigen Ländern gibt es Vorschriften für einen verpflichtenden Einbau in verschiedenen Fahrzeugen. Der UDS nimmt ständig verschiedene Daten des Fahrzeugs auf (wie Geschwindigkeit, Bewegungsrichtung, Fahrzeugbeschleunigung in Längs- und Querrichtung, Status der Beleuchtung, Blinker- und Bremstätigkeit etc.) und zeichnet diese einige Zeit auf, bevor sie automatisch gelöscht werden.
Im Falle eines Unfalles (erkannt wird dies durch eine starke Beschleunigung des Fahrzeuges infolge eines Anstoßes) bleiben gewisse Zeiträume (meist im zweistelligen Sekundenbereich) vor und nach einem Ereignis dauerhaft gespeichert. So lässt sich nach einem Unfall sehr viel einfacher das Geschehen rekonstruieren, damit ggf. die Frage des Verschuldens geklärt werden kann.
Viele Fahrzeuge von Behörden (wie Polizei oder Rettungsdienst) sind damit ausgestattet, da es bei Unfällen während Blaulichtfahrten häufig zu Streitigkeiten über die Einhaltung gesetzlicher Vorschriften kommt. Ein Nebeneffekt bei mit UDS ausgestatteten Fahrzeugen ist, dass sich die Fahrer im Straßenverkehr vorsichtiger verhalten. Laut einer Erhebung der EU-Verkehrskommission war bei UDS-Anwendern ein Rückgang der Verkehrsunfälle von 20 bis 30 Prozent zu verzeichnen.
Der Unfalldatenspeicher wird von Sachverständigen oder Institutionen oft bei Crashtests als Messgerät verwendet.

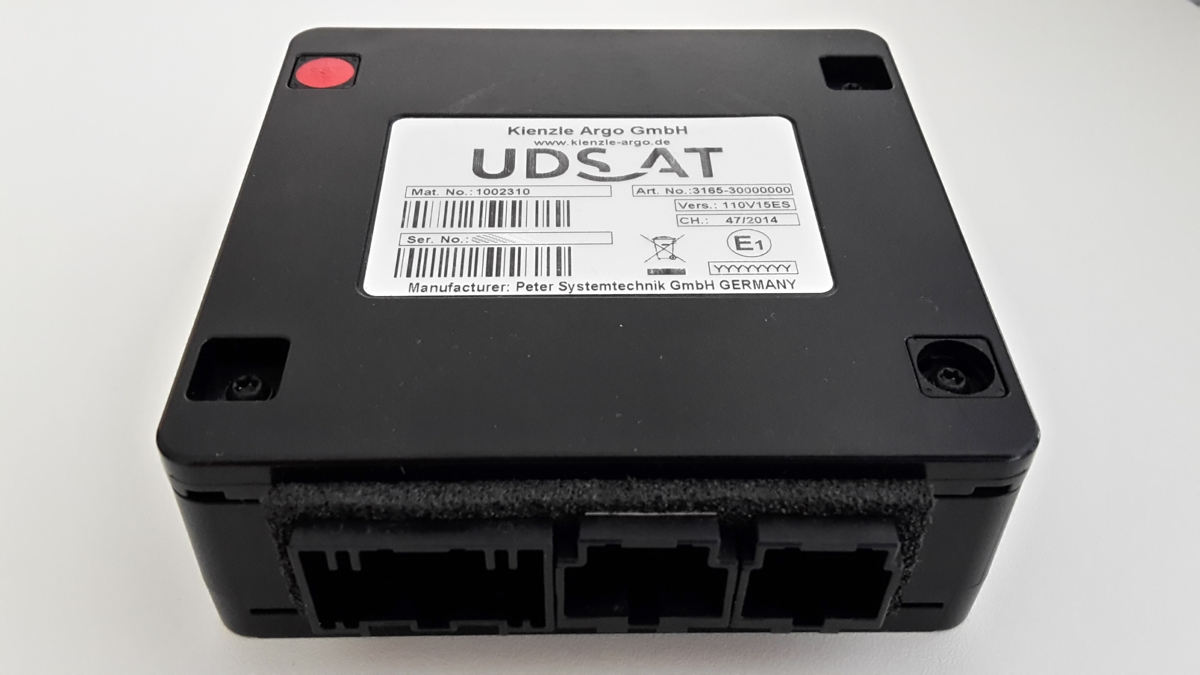
Unfalldatenspeicher UDS-AT der dritten Generation

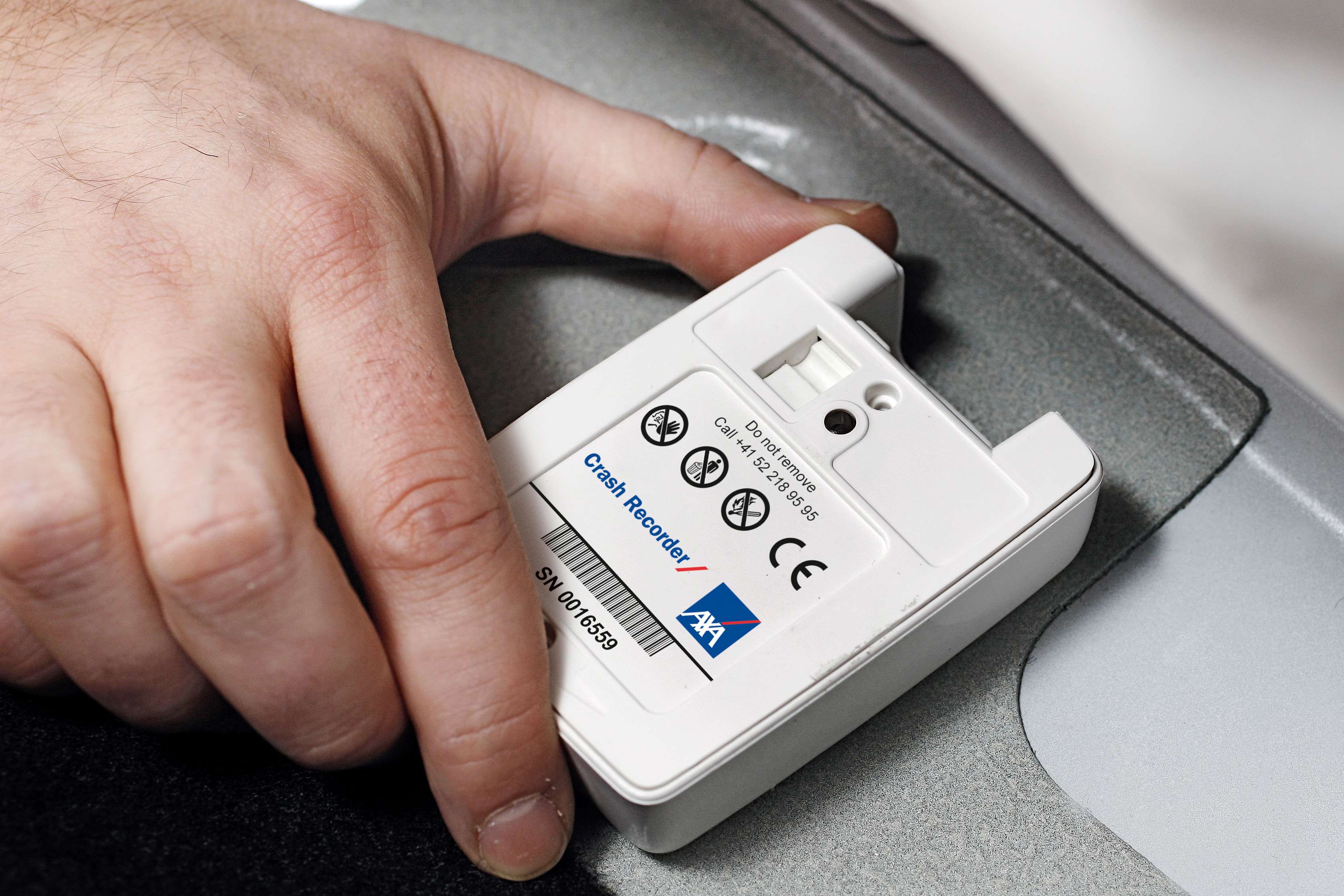
Crash Recorder

Der Einbau (auch nachträglich) kostet ca. 700 Euro und kann bei manchen Versicherungen zu einem Beitragsnachlass führen. In einigen Fahrzeugen wird der Einbau ab Werk (optional) vom Hersteller angeboten. Ausgelesen werden kann der UDS per Schnittstellenkabel durch einen Sachverständigen. Der Unfalldatenschreiber (älterer Generationen) besitzt einen Schalter, mit dem der Fahrer nach einem Unfall die gespeicherten Daten sofort löschen kann, um bei der späteren Schuldfrage damit nicht belastet werden zu können. Diese Funktion kann jedoch, zum Beispiel zur Verwendung in Firmenfahrzeugen, gesperrt werden.

## Technik
UDS arbeiten zur Messung der Beschleunigungen, je nach Ausstattung in zwei oder drei Raumrichtungen, mit mikromechanischen Sensoren. Oft werden mehrere Sensorsysteme mit verschiedenen Auflösungen eingesetzt, um einerseits die fahrdynamischen Vorgänge und andererseits die Kollisionsdynamik selbst brauchbar aufzeichnen zu können. Höherwertige Systeme bieten darüber hinaus eine Möglichkeit zur Messung der Drehbewegungen sowie der Fahrzeuggeschwindigkeit. Letztere kann z. B. aus dem Signal des fahrzeugeigenen Raddrehzahlsensors berechnet werden. Die Aufzeichnung von beliebigen Signalen, die auf dem fahrzeugeigenen CAN-Bus verfügbar sind, ist mit höherwertigen Geräten ebenso möglich wie die Erfassung eines GPS-Signals zur Positions- und Geschwindigkeitsbestimmung. Je nach Hersteller werden ca. 20 bis 30 s vor und 10 bis 15 s nach einem Ereignis aufgezeichnet.

Bekannt sind heute (Stand 2018) im deutschsprachigen Raum im Wesentlichen zwei für den nachträglichen Einbau geeignete Unfalldatenspeicher. Die Firma Blacktrack bot eine kostengünstige Lösung an, die vor allem von der Versicherungswirtschaft (z. B. AXA Winterthur in der Schweiz) genutzt wurde. Der von dem Firmenkonsortium Peter Systemtechnik GmbH und Kast GmbH entwickelte UDS-AT bietet demgegenüber erweiterte Möglichkeiten der Aufzeichnung und der Integration in ein Fahrzeug. Ein Vorteil eines UDS ist seine fahrzeugunabhängige Sensorik, die eine Rekonstruktion der Fahrbewegung und -geschwindigkeit losgelöst von einem in Extremsituationen (bspw. Unfall) unter Umständen fehlerbehafteten Tachosignal erlaubt.

## Auswertung

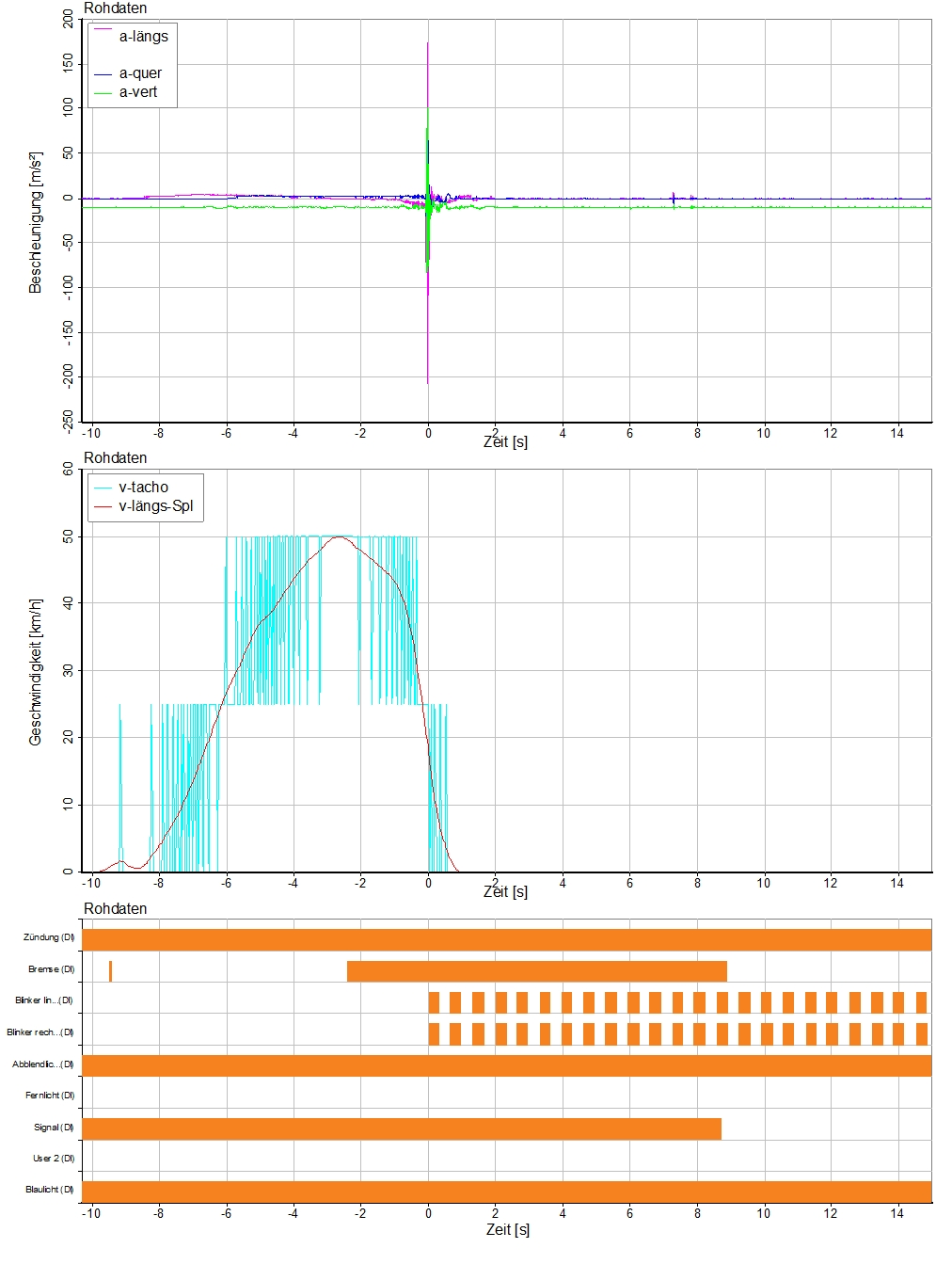
Messdatenauszug eines realen Unfalles aus einem Unfalldatenspeicher

Das Auslesen der verschlüsselten Daten eines Unfalldatenspeichers erfordert Spezialsoftware.
Die Auswertung und Interpretation von Messdaten eines Verkehrsunfalles setzt spezielles Wissen auf den Gebieten der Fahrdynamik, der Unfallrekonstruktion, der Fahrzeugtechnik, der Messtechnik und nicht zuletzt der Unfalldatenspeichertechnologie selbst voraus. Es gibt in Deutschland etwa eine Handvoll Sachverständige, größtenteils Unfallanalytiker (Sachgebiet 4950), deren Bestellungstenor das Auswerten von Unfalldatenspeichern beinhaltet.

Das Bild rechts zeigt die (unbearbeiteten) Datenkurven eines realen Unfalles, der mit einem UDS aufgezeichnet wurde. Dabei sind die gemessenen Beschleunigungen, die Geschwindigkeit und verschiedenen Statuskanäle über der Zeit aufgetragen. Erkennbar ist beispielsweise, dass Fahrzeugsondersignale vor der Kollision eingeschaltet waren und der Fahrer vorher noch die Bremse betätigte.

## Historie
Der heute bekannte Unfalldatenspeicher wurde von der Mannesmann Kienzle GmbH erfunden und 1992 zum Patent angemeldet.
Die Entwicklung begann in Deutschland jedoch schon Anfang der 1980er Jahre bei den zwei Firmen MBB (»Unfall-Dokumentations-System«) und Kienzle, die unterschiedliche Konzepte verfolgten. Die Firma VDO Adolf Schindling AG meldete 1980 ein Patent für eine »Unfallregistriereinrichtung für Fahrzeuge« an. Edmund Zottnik meldete 1984 ein Patent für einen »Unfalldatenschreiber« an, während Friedrich Fredmüller 1991 ein Patent für einen »Kurzweg-Schreiber (KWS)« anmeldete.
Allgemein nahm man sich den Flugschreiber zum Vorbild, welcher Anfang der 1950er Jahre in Australien von David Warren entwickelt worden war. General Motors meldete bereits 1973 ein Patent für einen »Aufprallschreiber bei Fahrzeugen« an. Mannesmann Kienzle lieferte Anfang 1993 die ersten Unfalldatenspeicher aus. Dieses Gerät wurde in mehreren Generationen weiterentwickelt. Die zweite Generation (UDS 2.0) wurde im Jahr 2000 vorgestellt, die dritte Generation (UDS-AT) im Jahr 2015 und die vierte Generation (UDS-AT pro) im Jahr 2020.

## Motorsport
Im Motorsport müssen nach Vorgabe der FIA in verschiedenen Serien »Accident data recorder« (ADR) verwendet werden. Beginnend mit der Saison 2015 wurde die Verwendung eines ADR in der Formel-4-Meisterschaft Pflicht. In den höheren Serien ist die Verwendung schon seit längerem obligatorisch. Neben den Daten der am Fahrzeug angebrachten Beschleunigungssensoren werden auch die auf den Fahrer wirkenden Belastungen mit einem In-Ohr-Beschleunigungssensor gemessen.

Aufgrund der höheren Geschwindigkeiten im Formelsport im Vergleich zum Straßenverkehr haben die Sensoren einen Messbereich ±150 g bei einer Auflösung von 0,1 g. Vor einem Ereignis werden 2 s aufgezeichnet. Bei einer Ereignisdauer von 30 s können 10 Ereignisse abgespeichert werden.

## Abgrenzung
Sowohl bei einem Flugschreiber als auch bei einem UDS laufen die ständig aufgezeichneten Daten in einen Ringspeicher. Allerdings zeichnet der Flugschreiber in der Regel über längere Zeiträume von 17 bis 25 Stunden auf. Demgegenüber werden beim UDS erst bei Auslösung eines Ereignisses (z. B. Kollision) einige Sekunden davor und danach dauerhaft gespeichert.
Unter dem Begriff Fahrdatenspeicher wird i. A. eine kontinuierliche und dauerhaft verfügbare Aufzeichnung von Daten und Signalen während des Betriebs eines Fahrzeuges – unabhängig von einem Unfall – verstanden. Derartige Systeme werden oft bei Lokomotiven oder Straßenbahnen eingesetzt. Oft wird jedoch auch ein elektronisches Fahrtenbuch als Fahrdatenspeicher bezeichnet. Dashcams werden manchmal auch als Fahrdatenspeicher (Drive data recorder) oder Video event data recorder (VEDR) bezeichnet.
Der Begriff Restwegaufzeichnungsgerät (Abk.: RAG) wird hauptsächlich in der Schweiz verwendet. Restwegaufzeichnungsgeräte der Firma Mobatime AG sind externe Geräte, die auf vorhandene, fahrzeugeigene Signale (Wegstrecke, Geschwindigkeit, Betriebszustände von Statuseingängen) zurückgreifen und diese für mindestens die letzten 12 km in einem Ringspeicher ablegen. Im Gegensatz zu einem Unfalldatenspeicher haben sie keine eigene Mess-Sensorik.
Ein sogenannter Event Data Recorder (EDR, Ereignisdatenspeicher) ist kein Unfalldatenspeicher (engl. sinngemäß Accident Data Recorder) im Sinne eines eigenständigen, mehr oder weniger vom Fahrzeug unabhängigen Gerätes, da ein EDR meist ein zusätzlicher Elektronikbaustein in einem sowieso vorhandenen Steuergerät (z. B. vom Airbag) in einem Pkw ist. EDR greifen ausschließlich auf fahrzeugeigene Signale zurück, während UDS über eigene Inertialsensorik verfügen. Fahrzeuge mit Airbagsystemen speichern unfallrelevante Daten (Aufprallbeschleunigungen, Gurtschlosszustände, Sitzpositionen, Auslösezeiten) im internen Speicher der Auslöseelektronik. Der Datenumfang ist aber je nach Hersteller unterschiedlich und erstreckt sich nur über etwa einige Sekunden oder -bruchteile. Bestimmungen der US-amerikanischen Bundesbehörde für Straßen- und Fahrzeugsicherheit NHTSA fordern einheitliche Datensätze für alle ab 2010 hergestellten Systeme.
Auch Journalisten und Fahrzeugherstellern ist der Unterschied zwischen UDS und EDR nicht immer klar bzw. es wird nicht sauber differenziert oder übersetzt. So wurden im Toyota-Skandal um vermeintlich klemmende Gaspedale laut Auto Bild Unfalldatenschreiber durch die NHTSA ausgewertet. Tatsächlich handelte es sich dabei um EDR. Laut Betriebsanleitung soll das Motorrad Kawasaki Z 800 über einen ab Werk integrierten Unfalldatenspeicher verfügen. Dieser zeichnet Fahrzeuggeschwindigkeit, Kurbelwellendrehzahl und Drosselöffnung innerhalb eines kurzen Zeitraums (10 s) auf. Auch wenn der Hersteller die Funktion als Unfalldatenspeicher beschreibt, so handelt es sich um einen Event Data Recorder. Im englischen Original des Owner’s manual wird er genau so bezeichnet, so dass eine fehlerhafte Übersetzung für Verwirrung sorgen kann. In der Betriebsanleitung des Seat Leon III, welcher über einen EDR verfügt, wird der EDR direkt einem Unfalldatenspeicher gleichgesetzt. Die Formulierung, dass das Fahrzeug über einen Unfalldatenspeicher verfüge, ist derzeit (10/2018) auch in anderen Betriebsanleitungen von Fahrzeugen aus dem VW-Konzern (z. B. T-Roc) nachlesbar. Die Fahrzeuge sind ab Werk jedoch mit einem Event Data Recorder ausgerüstet.

## Kritik
Der ADAC kritisierte im August 2012, dass die Unfallreduktionsraten, die man nach Einführung von UDS in (gewerblichen) Fahrzeugflotten feststellte, nicht auf die private Nutzung übertragbar seien. Der ADAC stellte jedoch im November 2012 fest, dass „UDS helfen, Unfälle besser aufzuklären“.
Andere Kritiker fürchten um den Datenschutz. Polizei und Versicherungen könnten die Daten auslesen und diese seien dem Fahrer zuordenbar. Dem entgegnen Befürworter, dass UDS Ringspeicher sind, die zwar laufend Fahrdaten aufzeichnen, jedoch nur die Daten der 30 Sekunden vor und 15 Sekunden nach einem Unfall sichern. Die Daten eines UDS werden verschlüsselt gespeichert.